# Footprint Center
Footprint Center (dawniej America West Arena i Talking Stick Resort Arena) – hala sportowo widowiskowa zlokalizowana w centrum Phoenix w stanie Arizona. Została otwarta 6 czerwca 1992 roku. Swoje siedziby mają tu zespoły: Phoenix Suns z NBA, Phoenix Mercury z WNBA oraz Arizona Rattlers z AFL. Koszt budowy wyniósł około 90 milionów dolarów.
14 listopada 2005 roku po fuzji America West Airlines  z US Airways arena zmieniła nazwę na US Airways Center. W wyniku prac remontowych w 2003 roku dobudowano klimatyzowany przeszklony pawilon, w którym ludzie czekają w kolejce po bilety.
W latach 1996–2003 swoją siedzibę miała tutaj drużyna Phoenix Coyotes występująca w lidze NHL.
W Footprint Center trzy razy odbyły się finały WNBA, w roku 1998, 2007 i 2009. Arena dwa razy gościła Mecz gwiazd National Basketball Association w roku 1995 i 2009 oraz jeden Mecz gwiazd WNBA w roku 2000.